# DNK ligaza
DNK ligaza vrsta je enzima iz skupine ligaza koja povezuje dva lanca DNK katalizirajući fosfodiestersku vezu. Ima ulogu u popravljanju jednolančanih i dvolančanih lomova DNK te u njezinoj replikaciji. Neovisno jedni o drugima su ju otkrili laboratoriji Gellert, Lehman, Richardson i Hurwitz 1967. godine. Nakon otkrića postala je važnim alatom u molekularnoj biologiji te se koristi za procese genskog inženjeringa poput stvaranja rekombinantnih DNK molekula.

## Mehanizam
DNK ligaza spaja fragmente DNK molekula katalizirajući stvaranje kovalentnih fosfodiesterskih veza između 3' hidroksilnog kraja (deoksiriboze) jednog nukleotida te 5' fosfatnog kraja (fosfatne skupine) drugog nukleotida. Za rad enzima je neophodan ATP. Enzim djeluje i na ljepljivim i na tupim krajevima lanaca DNK, no veće koncentracije enzima su potrebne na tupim krajevima.